# Ivar Sjögren
Ivar Bengtsson Christiansen Sjögren, född den 20 maj 1954, är en svensk journalist, kulturentreprenör och vissångare verksam i Lund.
Sjögren är uppvuxen på Humlarödshus på Romeleåsen som son till Kerstin och Bengt Sjögren. Han är sedan 2001 gift med Suzanne Christiansen Sjögren. 
Sjögren började som 16-årig volontär på Skånska Dagbladet 1970. Han har som reporter arbetat för A-Pressen och på tidningar som Arbetet, Sydsvenskan (bland annat som lundakrönikör 2004–2007) och Kvällsposten samt som frilansjournalist för en lång rad svenska tidningar. Han var också med och startade tidningen Lundaliv 1990 och var dess ansvarige utgivare till 1997. 
Vid sidan om journalistiken verkar Sjögren som vismusikant och kulturarrangör. Han spelar bland annat i Kalasorkestern, med Rolf Alm och Martin Arnoldi samt i En sexa Epistlar och visduon Visor Naturell och arrangerar sedan 2003 Visfestivalen i Lund och sedan 2017 songwriterfestivalen Lund berättar.
2013 erhöll Sjögren Lunds kommuns kulturpris. Kommunens motivering var att "Ivar Sjögren har visat ett stort engagemang, för att tillgodose såväl lundabor som övriga med olika kulturaktiviteter. Han har under många år arrangerat såväl olika visfestivaler som andra, för lundaborna intressanta kulturevenemnang. Ivar var med och startade riksförbundet 'Visan i Sverige', samt kulturföreningen K-märkt i Lund. Ivar Sjögren är en väl känd och etablerad musiker i Lund".